# Totik Vilmos
Totik Vilmos (Mosonmagyaróvár, 1954. március 8. –) Széchenyi-díjas magyar matematikus, egyetemi tanár, a Magyar Tudományos Akadémia rendes tagja. Kutatási területei az ortogonális polinomok, az approximációelmélet és a potenciálelmélet. Több approximációs (közelítési) elmélet kidolgozása fűződik nevéhez. 1993 és 1996 között a József Attila Tudományegyetem Bolyai Intézet igazgatója.

## Életpályája
1973-ban kezdte egyetemi tanulmányait a József Attila Tudományegyetem (ma: Szegedi Tudományegyetem) Természettudományi Karán, ahol matematikus diplomát szerzett 1978-ban. Diplomájának megszerzése után a József Attila Tudományegyetem Bolyai Intézete halmazelméleti és matematikai logikai tanszékének gyakornoka lett, majd 1981-től adjunktusi, 1983-tól egyetemi docensi beosztásban dolgozott. 1988-ban vette át egyetemi tanári és tanszékvezetői megbízását. 1986–1987-ben a Természettudományi Kar dékánhelyettese, illetve 1993 és 1996 között a Bolyai Intézet igazgatója volt. Emellett 1989-ben a Dél-Floridai Egyetem matematika tanszékén kapott félállású professzori kinevezést.
1980-ban védte meg a matematikai tudományok kandidátusi. A címe Strong summability of Fourier series volt. Témavezetője Leindler László volt. 1987-ben akadémiai doktori értekezését. A Szegedi Akadémiai Bizottságnak és az MTA Matematikai Bizottságának lett tagja. 1993-ban a Magyar Tudományos Akadémia levelező, 2001-ben pedig rendes tagjává választották. A Bolyai János Matematikai Társulat és az Amerikai Matematikai Társaság (American Mathematical Society) tagja. Többek között a Journal of Approximation Theory, az Acta Scientiarum Mathematicarum, a Constructive Approximation, az Acta Mathematica Hungarica és a Surveys in Approximation Theory szerkesztőbizottságának tagja.

## Munkássága
Fő kutatási területei az approximációelmélet, az ortogonális polinomok és a potenciálelmélet. Emellett a matematikai analízis több területével foglalkozik, így a klasszikus analízis és a harmonikus analízis egyes kérdéseivel.
Felfedezte és széleskörűen alkalmazta Zeev Ditzian izraeli származású kanadai matematikussal közösen az approximációelméletben az úgynevezett fi-simasági modulust. Emellett meghatározta a Bernstein-polinomok (pontos) approximációs (közelítési) rendjét. Herbert Stahl német matematikussal az általános ortogonális polinomok elméletét dolgozta ki.  Edward B. Saff amerikai matematikussal közösen a logaritmikus potenciálok elméletét dolgozta ki külső térben.
Több mint százötven tudományos közlemény és öt monográfia szerzője vagy társszerzője. Komjáth Péterrel együtt egy halmazelméleti feladatgyűjtemény szerzője.

## Díjai, elismerései
- Grünwald Géza-díj (1979)
- Alexits György-díj (1984)
- Szent-Györgyi Albert-díj (1999)
- Lester R. Ford-díj (2000)
- A Magyar Köztársasági Érdemrend lovagkeresztje (2003)
- Széchenyi-díj (2006)
- Szele Tibor-emlékérem (2012)
- A Magyar Érdemrend középkeresztje (2016)

## Főbb publikációi
- Logarithmic Potentials with External Fields (Edward B. Saff-fal, New York, 1979, 1997, ISBN 3-540-57078-0)
- Approximáció pozitív operátorokkal (1986)
- Moduli of Smoothness (Zeev Ditziannal, New York, 1987, ISBN 0-387-96536-X)
- General Orthogonal Polynomials (Herbert Stahllal, Encyclopedia of Mathematics and its Applications, Cambridge, 1992, ISBN 0-521-41534-9)
- Weighted Approximation with Varying Weight (Berlin, 1994, ISBN 3-540-57705-X)
- Változatok a Weierstrass-tételre (székfoglaló, 1994)
- Halmazelméleti feladatok és tételek (1997, ISSN 1417-0590)
- Egy versenyfeladattól az analízis egy módszeréig (székfoglaló, 2002)
- Problems and Theorems in Classical Set Theory (Komjáth Péterrel, Berlin, 2006, ISBN 0-387-30293-X)
- Metric Properties of Harmonic Measures (2006, ISBN 0-821-83994-2)